# Thiago Lacerda
Pour les articles homonymes, voir Lacerda.
Thiago Ribeiro Lacerda, né le 19 janvier 1978 à Rio de Janeiro, est un acteur brésilien.